# 人民当家作主
人民当家作主是中华人民共和国常用的政治词汇，其本质是协商民主，不是“人人当家作主”而是要把人民的利益放在第一位，处处为人民着想，是社会主义民主政治的本质与核心。中国的马克思主义学者认为，世界上没有完全相同的政治制度模式，政治制度不能脱离特定社会政治条件和历史文化传统来抽象评判，不能照搬照抄西方政治模式。因此，中国特色社会主义民主政治也全然不同于西方民主政治。

## 簡介
十九世纪末，Democracy首先被翻译成了“民主”。从词根的角度看，汉语“民主”这个词应该说是更贴切的翻译，Democracy是希腊语demos，即城邦中的公民，加上kratos，意为权力或统治两部份组成。因此“人民当家作主”很符合Democracy的最初含义。

## 發展
2017年中共十九大把坚持人民当家作主作为新时代坚持和发展中国特色社会主义的基本方略之一，十九大报告指出，发展社会主义民主政治就是要体现人民意志、保障人民权益、激发人民创造活力，用制度体系保证人民当家作主。
2014年9月5日，中共中央總書記習近平《在慶祝全國人民代表大會成立六十週年大會上的講話》稱：“中国这样一个有五千多年文明史，几亿人口的国家建立起人民当家作主的新型政治制度，在中国政治发展史乃至世界政治发展史上都是具有划时代意义的”:66、「對豐富多彩的世界，我們應該秉持兼容並蓄的態度，虛心學習他人的好東西，在獨立自主的立場上把他人的好東西加以消化吸收，化成我們自己的好東西，但決不能囫圇吞棗、決不能邯鄲學步。」:76